# 2008년 하계 올림픽 아루바 선수단
2008년 하계 올림픽 아루바 선수단은 중화인민공화국 베이징에서 개최된 2008년 하계 올림픽에 참가한 올림픽 아루바 선수단이다.

## 수영
남자
| 선수 | 세부 종목 | 예선 | 예선 | 준결선 | 준결선 | 결선 | 결선      |
| 선수 | 세부 종목 | 기록 | 순위 | 기록   | 순위   | 기록 | 최종 순위 |

## 참고 자료
- (영어) “Aruba at the 2008 Beijing Summer Games”. SR/Olympic Sports. 2012년 4월 7일에 원본 문서에서 보존된 문서. 2011년 10월 9일에 확인함.